# Wes Ramsey
Wesley A. Ramsey (n. pe 6 octombrie 1977, Louisville, Kentucky, Statele Unite) este un actor american.

## Filmografie

### Filme artistice
- Way Off Broadway (2001)
- Latter Days (2003)
- Cavatina (2005)
- Slippery Slope (2005)
- L.A. Dicks (2006)
- Brotherhood of Blood (2006)
- Reign of the Gargoyles (TV) (2007)
- Captain Drake (2008)
- Bram Stoker's Dracula's Guest (2008)
- Dark Honeymoon (2008)

### Apariții în televiziune
- The Guiding Light (2000-2002, în rolul lui Sam Spencer)
- Luis (2003, în rolul lui Greg)
- CSI: Miami (2003, în rolul lui Kip Martin)
- Charmed (2003-2006; multiple episoade, în rolul lui Wyatt Halliwell)

1. ↑  „Wes Ramsey”, Gemeinsame Normdatei, accesat în 2 mai 2014